# Euochin buziji
Espèce
Euochin buziji est une espèce d'araignées aranéomorphes de la famille des Salticidae.

## Distribution
Cette espèce est endémique du Yunnan en Chine,. Elle se rencontre dans le xian de Shuangjiang.

## Description
La carapace du mâle holotype mesure 1,665 mm et l'abdomen 1,423 mm et la carapace de la femelle paratype 1,715 mm et l'abdomen 2,220 mm.

## Systématique et taxinomie
Cette espèce a été décrite par Wang et Zhang en 2023.

## Publication originale
- Wang & Zhang, 2023 : « On fourteen species of Euochin Prószyński, 2018 from China (Araneae: Salticidae: Euophryini). » Zootaxa, no 5297(3), p. 337-379.